# Silene cyrenaica
Silene cyrenaica är en nejlikväxtart som beskrevs av René Charles Maire och Weiller. Silene cyrenaica ingår i släktet glimmar, och familjen nejlikväxter. Inga underarter finns listade i Catalogue of Life.